# Repubblica di Carelia
La Repubblica di Carelia (in russo Республика Карелия?, Respublika Karelja; in careliano: Karjalan Tazavalla; in vepso: Karjalan Tazovaldkund; in finlandese: Karjalan Tasavalta) è una delle 22 repubbliche della Federazione Russa, con capitale Petrozavodsk. È situata nel nord-ovest della Russia ed è compresa tra la Finlandia, il Mar Bianco e i laghi Ladoga e Onega. La Repubblica corrisponde in larga parte alla regione storica e geografica della Carelia.

## Geografia fisica
La Repubblica confina a nord con l'oblast' di Murmansk e a nord-est si affaccia sul Mar Bianco. A est confina con l'oblast' di Arcangelo, a sud-est con quello di Vologda e a sud-ovest con quello di San Pietroburgo. A ovest ha un confine internazionale con la Finlandia (Carelia Settentrionale, Kainuu, Ostrobotnia Settentrionale).
Il territorio è pianeggiante e coperto da acquitrini e da più di 50 000 laghi. Nel nord prevale la vegetazione tipica della tundra mentre nella regione centrale e meridionale è ricoperta dalle foreste tipiche della taiga.
A sud, al confine con l'oblast' di San Pietroburgo, è situato il lago Ladoga (Laatokka in finlandese), il più esteso d'Europa. Al confine con le oblast' di Vologda e Arcangelo è posto il lago Onega (Ääninen in finlandese), il secondo lago europeo per estensione. Altri importanti laghi sono: Topozero (Tuoppajärvi), Segozero (Seesjärvi), Pjaozero (Pääjärvi), Vygozero (Uikujärvi), Vodlozero (Vodlajärvi), Syamozero (Seämärvi), Keret' (Kierettijärvi), Njuk (Nuokkijärvi;) e i tre laghi Kujto.
Il fiume più lungo è il Kem'. Altri fiumi importanti sono il Vodla, il Kovda, la Šuja, il Suna e il Vyg.

### Geografia antropica
La Repubblica è poco popolata. La capitale è la città di Petrozavodsk posta sulla riva occidentale del lago Onega. Altre cittadine che si affacciano sul lago Onega sono Kondopoga e Medvež'egorsk. Sul lago Ladoga è posta Olonec, la città più antica della Carelia, e le cittadine di Pitkjaranta e Sortavala. La cittadina di Kem' è posta sul Mar Bianco alla foce del fiume Kem'. Poco più a sud è situata Belomorsk, che si affaccia sulla baia dell'Onega del mar Bianco. Delle città dell'interno sono da ricordare Segeža, posta sul fiume omonimo, e Kostomukša, presso il confine finlandese.

## Storia
L'area della Carelia, corrispondente all'ex provincia di Olonec, divenne parte della RSSF Russa nel 1917. Nel luglio 1923 fu fondata la Repubblica Socialista Sovietica Autonoma di Carelia (RSSAC).
Nel 1940 la RSSAC fu unita alla Repubblica Democratica Finlandese per dar vita alla Repubblica Socialista Sovietica Carelo-Finlandese e mantenne tale denominazione fino al 1956 quando riassunse il nome di Repubblica Socialista Sovietica Autonoma di Carelia. La Repubblica autonoma di Carelia attuale è nata il 13 novembre 1991.

## Società

### Evoluzione demografica
Al censimento russo del 2010 la popolazione risultava essere di 643 548 abitanti, in calo rispetto ai 645 205 del 2002 e ai 791 317 del 1989. Nel 2002 la popolazione russa comprendeva il 76,6% degli abitanti. La minoranza più grande è quella dei careliani con il 9,2%, seguita dai bielorussi con il 5,3%, dagli ucraini 2,7%, dai finlandesi con il 2,0%, e infine dalla minoranza vepsa con lo 0,7%. Tre quarti della popolazione vive in aree urbane, mentre un quarto in aree rurali. La sola lingua ufficiale è il russo, ma vi sono iniziative per dare alla lingua careliana uno status ufficiale.

### Composizione etnica: nazionalità e minoranze
| Gruppo etnico | censimento 1926 | censimento 1926 | censimento 1939 | censimento 1939 | censimento 1959 | censimento 1959 | censimento 1970 | censimento 1970 | censimento 1979 | censimento 1979 | censimento 1989 | censimento 1989 | censimento 2002 | censimento 2002 | censimento 2010 | censimento 2010 |
| Gruppo etnico | Numero          | %               | Numero          | %               | Numero          | %               | Numero          | %               | Numero          | %               | Numero          | %               | Numero          | %               | Numero          | %               |
| ------------- | --------------- | --------------- | --------------- | --------------- | --------------- | --------------- | --------------- | --------------- | --------------- | --------------- | --------------- | --------------- | --------------- | --------------- | --------------- | --------------- |
| Russi         | 153 967         | 57,2            | 296 529         | 63,2            | 412 773         | 62,7            | 486 198         | 68,1            | 522 230         | 71,3            | 581 571         | 73,6            | 548 941         | 76,6            | 507 654         | 82,2            |
| Careliani     | 100 781         | 37,4            | 108 571         | 23,2            | 85 473          | 13,0            | 84 180          | 11,8            | 81 274          | 11,1            | 78 928          | 10,0            | 65 651          | 9,2             | 45 570          | 7,4             |
| Bielorussi    | 555             | 0,2             | 4 263           | 0,9             | 71 900          | 10,9            | 66 410          | 9,3             | 59 394          | 8,1             | 55 530          | 7,0             | 37 681          | 5,3             | 23 345          | 3,8             |
| Ucraini       | 708             | 0,3             | 21 112          | 4,5             | 23 569          | 3,6             | 27 440          | 3,8             | 23 765          | 3,2             | 28 242          | 3,6             | 19 248          | 2,7             | 12 677          | 2,0             |
| Finlandesi    | 2 544           | 0,9             | 8 322           | 1,8             | 27 829          | 4,2             | 22 174          | 3,1             | 20 099          | 2,7             | 18 420          | 2,3             | 14 156          | 2,0             | 8 577           | 1,4             |
| Vepsi         | 8 587           | 3,2             | 9 392           | 2,0             | 7 179           | 1,1             | 6 323           | 0,9             | 5 864           | 0,8             | 5 954           | 0,8             | 4 870           | 0,7             | 3 423           | 0,5             |
| Altri         | 2 194           | 0,8             | 20 709          | 4,4             | 29 869          | 4,5             | 20 726          | 2,9             | 19 565          | 2,7             | 21 505          | 2,7             | 25 734          | 3,6             | 16 422          | 2,7             |

## Economia
Circa il 70% del territorio della Repubblica è ricoperto da foreste. Lo sfruttamento delle foreste alimenta le industrie cartiere e quelle per la produzione di mobili. Altre industrie attive nella repubblica sono quelle chimiche e di trasformazione della mica. Il territorio è ricco di risorse minerarie con giacimenti di mica, stagno, molibdeno, zinco, ferro e quarzo. Importante è anche la pesca nei fiumi e nei laghi.

## Suddivisioni amministrative
La divisione amministrativa di secondo livello della Carelia è costituita da 15 rajon (distretti) e 3 città sotto la diretta giurisdizione della Repubblica.

### Rajon
La Repubblica della Carelia comprende 15 rajon (fra parentesi il capoluogo; sono indicati con un asterisco i capoluoghi non direttamente dipendenti dal rajon ma posti sotto la giurisdizione della Repubblica):
- Belomorskij (Belomorsk)
- Kaleval'skij (Kalevala)
- Kemskij (Kem')
- Kondopožskij (Kondopoga)
- Lachdenpochskij (Lachdenpoch'ja)
- Louchskij (Louchi)
- Medvež'egorskij (Medvež'egorsk)
- Muezerskij (Muezerskij)

- Oloneckij (Olonec)
- Pitkjarantskij (Pitkjaranta)
- Prionežskij (Petrozavodsk*)
- Prjažinskij (Prjaža)
- Pudožskij (Pudož)
- Segežskij (Segeža)
- Suojarvskij (Suojarvi)

### Città
I centri abitati della Carelia che hanno lo status di città (gorod) sono 13 (in grassetto quelle poste sotto la diretta giurisdizione della Repubblica autonoma e che costituiscono pertanto una divisione amministrativa di secondo livello):
- Belomorsk
- Kem'
- Kondopoga
- Kostomukša
- Lachdenpoch'ja

- Medvež'egorsk
- Olonec
- Petrozavodsk
- Pitkjaranta
- Pudož

- Segeža
- Sortavala
- Suojarvi

### Insediamenti di tipo urbano
I centri urbani con status di insediamento di tipo urbano sono 11:
- Cheljulja
- Čupa
- Kalevala
- Louchi

- Muezerskij
- Nadvoicy
- Pinduši
- Pjaozerskij

- Povenec
- Prjaža
- Vjartsilja